# Ada Hegerberg
Ada Martine Stolsmo Hegerberg (Molde, Noruega, 10 de julio de 1995) es una futbolista noruega que juega como delantera en el Olympique de Lyon de la Première Ligue. Es internacional con la Selección de Noruega desde 2011. Es ampliamente considerada como una de las mejores futbolistas del mundo.
Inició su carrera profesional cuando tenía 15 años en el Kolbotn noruego y de ahí pasó al Stabæk IF, con el que ganó la Copa de Noruega de 2012. Después fue contratada por el Turbine Potsdam alemán, y en 2014 ingresó en las filas del Olympique de Lyon. Es en el equipo francés donde se ha producido su consagración como futbolista de élite, pues ha conquistado hasta la fecha cinco ligas domésticas, cinco copas nacionales y cuatro Ligas de Campeones. A nivel estadístico promedia un gol por partido.
En 2018 se convirtió en la primera mujer galardonada con el Balón de Oro, en la recién creada categoría femenina. Además obtuvo el premio a la mejor jugadora europea de la UEFA en 2016.
Internacional absoluta con la selección noruega desde 2011, ha disputado una Eurocopa y la Copa Mundial Femenina de 2015. Sin embargo, en verano de 2017 anunció su retirada del combinado nacional por una disputa con la Federación Noruega, a quien reclama un trato igualitario en el fútbol de competición. En marzo de 2022, Hegerberg puso fin a su exilio de cinco años de la selección nacional.
Desde 2019, es esposa del futbolista Thomas Rogne

## Trayectoria

### Inicios en Noruega
Ada nació en la ciudad portuaria de Molde (Noruega) y pasó su infancia en Sunndalsøra. Allí comenzó a jugar al fútbol en las categorías inferiores del Sunndal Fotball junto con su hermana Andrine Hegerberg, quien también ha sido futbolista profesional. Al cumplir los 12 años la familia se mudó a Kolbotn y ambas se unieron al equipo local, el Kolbotn Fotball.
En 2010, cuando tenía 15 años, debutó en el primer equipo del Kolbotn en la Toppserien, máxima categoría del fútbol femenino noruego. Ocupando la demarcación de delantera centro, pronto destacó por sus cualidades goleadoras; en agosto de 2011 se convirtió en la mujer más joven que marcaba un hat trick en la liga nacional, y ese mismo año fue la máxima artillera del equipo con doce tantos en 20 partidos.
A comienzos de la temporada 2012, el Stabæk IF contrató a Ada y Andrine con un papel destacado en la alineación titular. La delantera mejoró sus registros con veintidós goles en la liga, tres por debajo de la máxima anotadora Isabell Herlovsen, y firmó un papel destacado en la consecución de la Copa de Noruega, al marcar tres goles en la final frente al Røa IL.

### Turbine Potsdam (2013-14)
En el mercado invernal de 2013, las hermanas Hegerberg fueron contratadas por el 1. FFC Turbine Potsdam de la Bundesliga Femenina, donde coindicieron con su compatriota Maren Mjelde. En su primer partido marcó gol frente al Sport-Club Friburgo, y al final de la temporada 2012-13 el equipo finalizó subcampeón tanto en liga como en la copa alemana.
Debutó en la Liga de Campeones Femenina en la edición de 2013-14, llegando hasta semifinales para caer eliminadas por el VfL Wolfsburgo. La artillera permaneció en la entidad hasta el final de su contrato por dos temporadas.

### Olympique de Lyon (2014-)

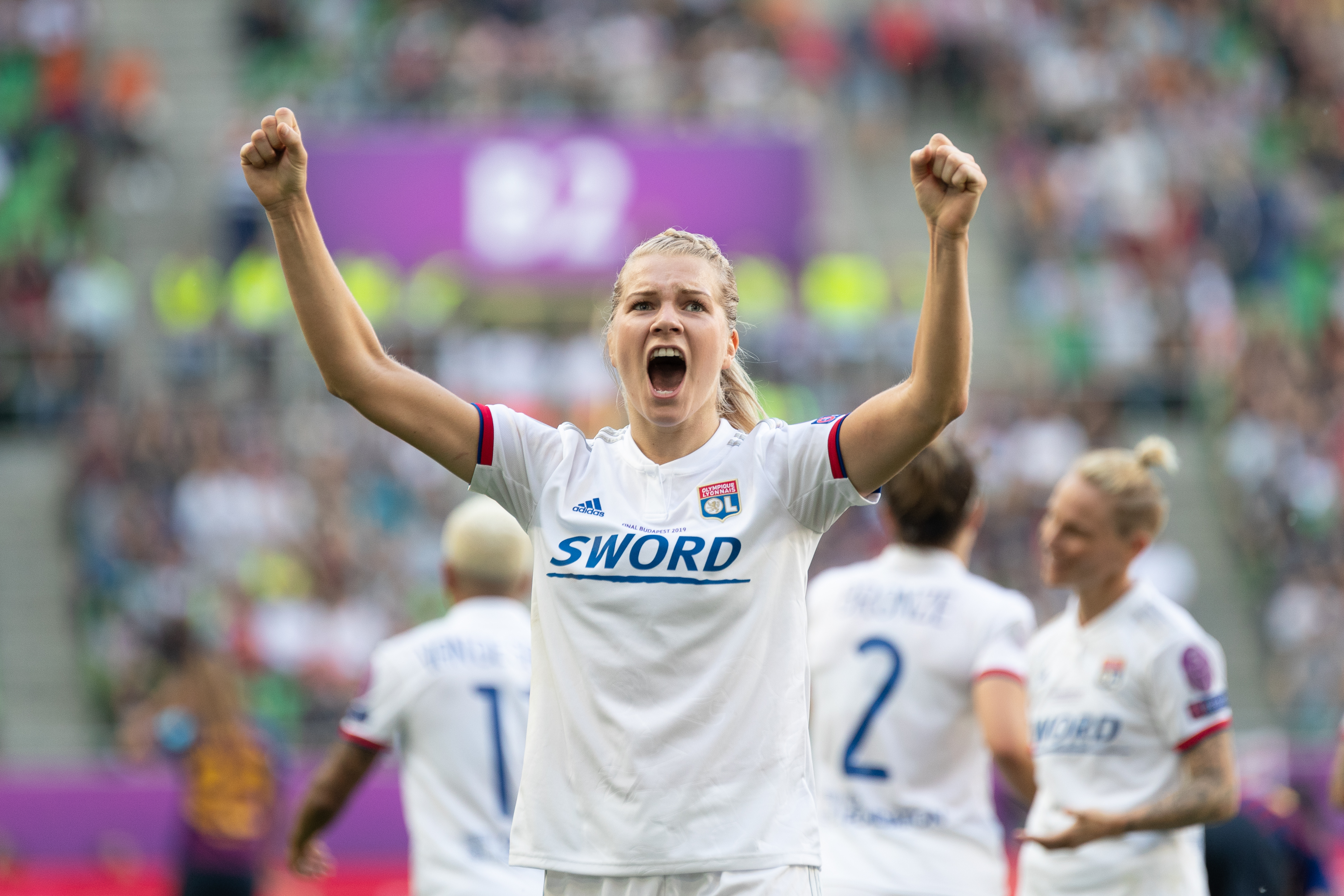
Hegerberg celebra un gol en la final de la Liga de Campeones 2018-19.

Ada Hegerberg confirmó su fichaje por el Olympique de Lyon en julio de 2014, como agente libre. En su primer año formó pareja de ataque con Lotta Schelin y Eugénie Le Sommer, dos de las máximas goleadoras a nivel europeo. La temporada 2014-15 se saldó con 22 tantos en 26 partidos, gracias a los cuales el Olympique obtuvo el doblete de la Division 1 —con victorias en todos los partidos— y de la Copa de Francia. A título individual fue galardonada con el Balón de Oro de la Federación Noruega a la mejor futbolista nacional, un premio que hasta entonces solo había sido concedido a hombres.
Hegerberg mejoró sus registros en la temporada 2015-16: el Olympique obtuvo un triplete de Liga, Copa y Champions, y ella se convirtió en la máxima goleadora nacional con 33 tantos en liga y 54 en todas las competiciones. El triunfo más destacado fue la consecución de la Liga de Campeones Femenina de la UEFA 2015-16, tras derrotar en la final al Wolfsburgo. Al final del curso fue reconocida con el premio a la mejor jugadora europea de la UEFA de 2016.
Con la marcha de Schelin a comienzos de la temporada 2016-17, Hegerberg se convirtió en la delantera de referencia del Olympique. El equipo galo revalidó el triplete del curso anterior, y en esta ocasión la victoria en la Liga de Campeones fue contra sus rivales del Paris Saint-Germain, a quienes derrotaron en la tanda de penaltis. Repitió el triplete en la edición 2017-18, venciendo de nuevo al Wolfsburgo en la final de un campeonato europeo donde fue la máxima artillera con 15 tantos.
A finales de 2018 fue galardonada con el Balón de Oro en categoría femenina, siendo la primera mujer en conseguirlo. Tras recibir el premio, apeló a la importancia que este reconocimiento tiene para el desarrollo del fútbol femenino.
El Olympique de Lyon volvió a proclamarse vencedor de la temporada 2018-19 en Liga, Copa y Champions. Hegerberg tuvo una actuación destacada en la final de la Liga de Campeones contra el Fútbol Club Barcelona, pues marcó un hat-trick en la primera media hora que resultó decisivo en la consecución del título.

## Selección nacional

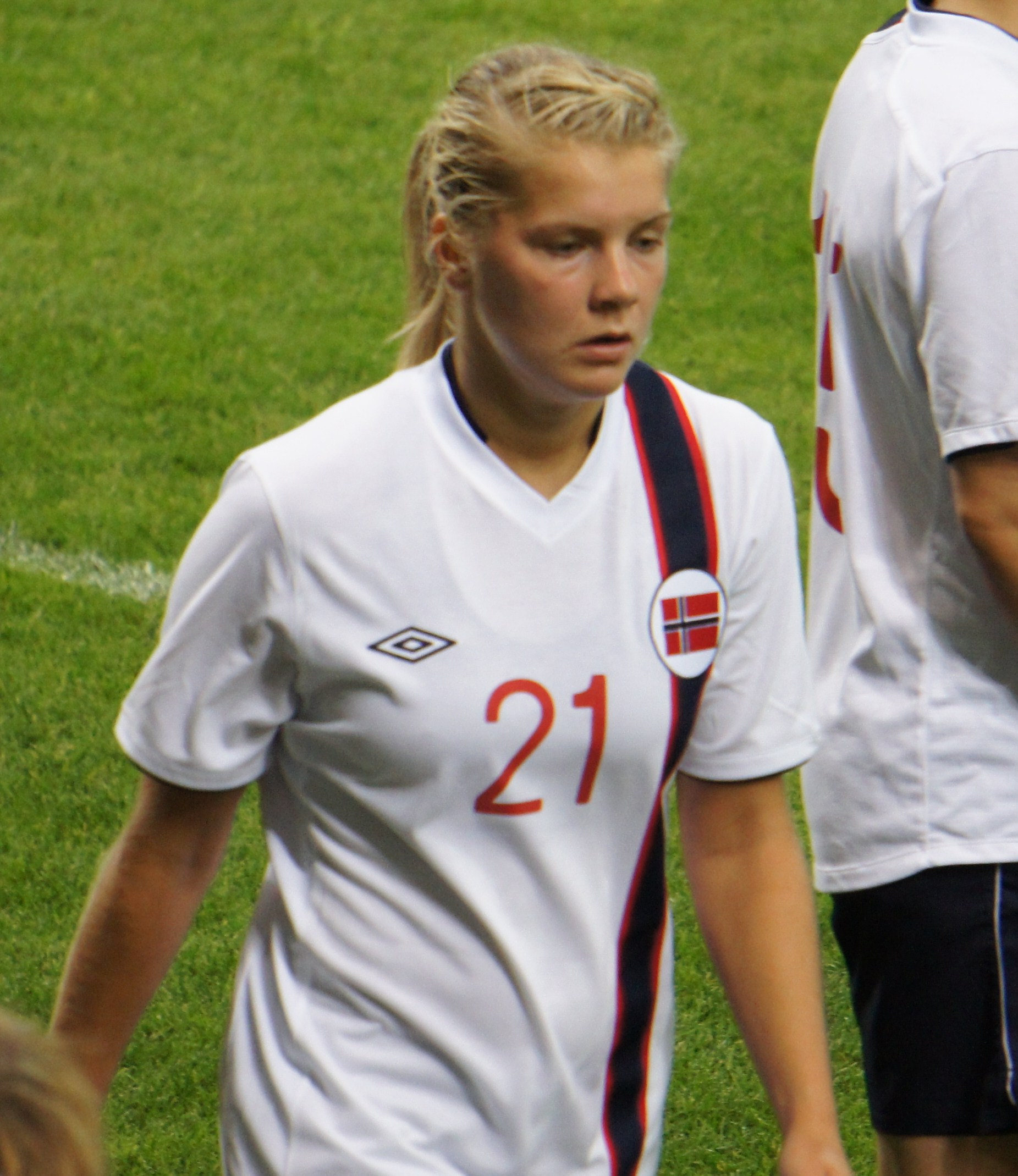
Hegerberg con la selección femenina de Noruega (2013).

Ada Hegerberg ha sido internacional por la selección de fútbol de Noruega entre 2011 y 2017, con un saldo de 38 goles en 66 partidos.
Cuando tenía 15 años fue convocada por la selección noruega sub-19 para disputar el Campeonato Europeo Sub-19 de 2011, en el que su país quedó subcampeón. Cinco meses después, el 19 de noviembre de 2011, debutó con la selección absoluta frente a Irlanda del Norte. La jugadora se convirtió en una habitual de la selección nacional a partir de la Eurocopa Femenina 2013, en la que marcó su primer gol internacional —contra España en cuartos de final— y llegó a disputar la final completa, en la que Noruega cayó derrotada por Alemania.
En la Copa Mundial Femenina de Fútbol de 2015, Hegerberg anotó tres goles en la fase de grupos y estuvo nominada al premio de «mejor jugadora debutante», si bien recayó finalmente en Kadeisha Buchanan.

### Retirada
En el verano de 2017, Ada Hegerberg anunció su retirada de la selección noruega por una disputa con la Federación Noruega de Fútbol (NFF) sobre la desigualdad de género en el fútbol. En concreto, la deportista reclamó igualdad de oportunidades y mejoras a nivel competitivo, logístico y personal, pues considera que las autoridades noruegas no actúan bajo el mismo estándar según el sexo.
En un primer momento la NFF respondió con la equiparación salarial entre la selección masculina y la femenina, siendo el segundo país del mundo que tomaba esa medida después de Dinamarca. Sin embargo, Hegerberg rehusó volver a la selección al asegurar que la clave «no es cuestión de dinero», sino garantizar la igualdad de oportunidades a las mujeres que quieren practicar este deporte.

## Estadísticas

### Clubes
Actualizado al último partido disputado el 1 de junio de 2022.
| Club | Div.          | Temporada     | Liga  | Liga  | Copas(1) | Copas(1) | Internacional(2) | Internacional(2) | Total(3) | Total(3) |
| Club | Div.          | Temporada     | Part. | Goles | Part.    | Goles    | Part.            | Goles            | Part.    | Goles    |
| --- | ------------- | ------------- | ----- | ----- | -------- | -------- | ---------------- | ---------------- | -------- | -------- |
| Kolbotn I. L. · Noruega | 1.ª           | 2010          | 9     | 3     | -        | -        | -                | -                | 9        | 3        |
| Kolbotn I. L. · Noruega | 1.ª           | 2011          | 21    | 12    | 1        | 0        | -                | -                | 22       | 12       |
| Kolbotn I. L. · Noruega | Total club    | Total club    | 30    | 15    | 1        | 0        | -                | -                | 31       | 15       |
| Stabæk Fotball · Noruega | 1.ª           | 2012          | 18    | 24    | 5        | 7        | 3                | 2                | 26       | 33       |
| Stabæk Fotball · Noruega | Total club    | Total club    | 18    | 24    | 5        | 7        | 3                | 2                | 26       | 33       |
| F. F. C. Turbine Potsdam · Alemania | 1.ª           | 2012-13       | 11    | 5     | 2        | 0        | -                | -                | 13       | 5        |
| F. F. C. Turbine Potsdam · Alemania | 1.ª           | 2013-14       | 14    | 6     | 1        | 1        | 5                | 2                | 20       | 9        |
| F. F. C. Turbine Potsdam · Alemania | Total club    | Total club    | 25    | 11    | 3        | 1        | 5                | 2                | 33       | 14       |
| Olympique Lyonnais Francia | 1.ª           | 2014-15       | 22    | 26    | 6        | 7        | 4                | 1                | 32       | 34       |
| Olympique Lyonnais Francia | 1.ª           | 2015-16       | 21    | 33    | 5        | 8        | 9                | 13               | 35       | 54       |
| Olympique Lyonnais Francia | 1.ª           | 2016-17       | 22    | 20    | 3        | 3        | 8                | 4                | 33       | 27       |
| Olympique Lyonnais Francia | 1.ª           | 2017-18       | 20    | 31    | 4        | 7        | 9                | 15               | 33       | 53       |
| Olympique Lyonnais Francia | 1.ª           | 2018-19       | 20    | 20    | 4        | 2        | 9                | 7                | 33       | 29       |
| Olympique Lyonnais Francia | 1.ª           | 2019-20       | 13    | 14    | 1        | 0        | 4                | 9                | 18       | 23       |
| Olympique Lyonnais Francia | 1.ª           | 2020-21       | -     | -     | -        | -        | -                | -                | 0        | 0        |
| Olympique Lyonnais Francia | 1.ª           | 2021-22       | 16    | 10    | 2        | 1        | 10               | 6                | 28       | 17       |
| Olympique Lyonnais Francia | Total club    | Total club    | 134   | 154   | 25       | 28       | 53               | 55               | 212      | 237      |
| Total carrera | Total carrera | Total carrera | 207   | 204   | 34       | 36       | 60               | 59               | 301      | 299      |
| (1) Incluye datos de la Copa de Noruega (2010-12) / Copa de Alemania (2012-14) / Copa de Francia (2014-Act.); Supercopa de Francia (2019-20).(2) Incluye datos de la Liga de Campeones Femenina de la UEFA (2012-Act.).(3) No incluye datos de partidos amistosos. |               |               |       |       |          |          |                  |                  |          |          |

### Selección de Noruega
| Absoluta · Noruega |    |    |
| 2011-12 | 1  | 0  |
| 2012-13 | 14 | 5  |
| 2013-14 | 7  | 4  |
| 2014-15 | 17 | 10 |
| 2015-16 | 10 | 11 |
| 2016-17 | 8  | 6  |
| 2017-18 | 9  | 2  |
| 2021-22 | 3  | 4  |
| Total | 69 | 42 |
| (1) Incluye datos de las fases de clasificación para los campeonatos de Europa. (2) Incluye datos de las fases de clasificación para los campeonatos del Mundo. |    |    |

## Palmarés y distinciones

### Palmarés
| Equipo(s)          | Equipo(s)            | Nacionales                                  | Nacionales                         | Subtotal                    | Continentales                                        | Subtotal | Total |
| ------------------ | -------------------- | ------------------------------------------- | ---------------------------------- | --------------------------- | ---------------------------------------------------- | -------- | ----- |
| Equipo(s)          | Equipo(s)            | Liga                                        | Copa                               | Subtotal                    | C1                                                   | Subtotal | Total |
| Bandera de Noruega | Stabæk               | -                                           | 2012                               | 1                           | -                                                    | -        | 1     |
| Bandera de Francia | Olympique de Lyon    | 2014-15, 2015-16, 2016-17, 2017-18, 2018-19 | 2014-15, 2015-16, 2016-17, 2018-19 | 9                           | 2015-16, 2016-17, 2017-18, 2018-19, 2019-20, 2021-22 | 6        | 15    |
| Bandera de Noruega | Selección de Noruega | No compite a nivel nacional                 | No compite a nivel nacional        | No compite a nivel nacional | -                                                    | -        | -     |
| Total              | Total                | 5                                           | 5                                  | 10                          | 6                                                    | 6        | 16    |

### Distinciones individuales
| Año  | Premio                              |
| ---- | ----------------------------------- |
| 2016 | Mejor Jugadora en Europa de la UEFA |
| 2016 | FIFA FIFPro World XI                |
| 2018 | Balón de Oro 2018                   |

## Vida privada
Ada Hegerberg habla noruego, inglés y francés. En mayo de 2019 se casó con el futbolista noruego Thomas Rogne.
Es hija de Stein Erik Hegerberg y de Gerd Stolsmo, ambos futbolistas a nivel amateur. Además tiene una hermana mayor, Andrine Hegerberg, que juega como defensa central y ha sido internacional por la selección de Noruega.

### Controversia
A raíz de la gala del Balón de Oro 2018 hubo un debate sobre el trato que el mundo del fútbol estaba dando al fútbol femenino, pues la entrega del premio a Ada Hegerberg quedó marcada por una cuestión sin relación con el deporte. El DJ francés Martin Solveig, quien se encontraba en el escenario para presentar su nuevo trabajo, intentó bromear con Hegerberg sacándola a bailar y preguntándole si «sabía hacer twerking», mientras la premiada no sabía qué responder. Después de la ceremonia, Hegerberg restó importancia al comentario pero lamentó que no le hicieran más preguntas sobre fútbol, mientras Solveig pidió disculpas asegurando que «fue una broma mala y no pretendía ser sexista».